# David Walliams
Ne doit pas être confondu avec David Williams.
David Walliams, de son vrai nom David Edward Williams, né le 20 août 1971 à Wimbledon (Grand Londres), est un acteur, scénariste anglais. Depuis 2008, il écrit également des livres pour enfants. 

## Biographie
David Walliams est né le 20 août 1971 à Wimbledon (Grand Londres) de Peter, ingénieur à Transport for London, et Kathleen, technicienne de laboratoire. Ils vivent à Nork, près de Banstead dans le Surrey. David étudie le théâtre à l'Université de Bristol.
En Angleterre, il est apparu dans de nombreuses séries comiques depuis le milieu des années 1990. Il s'est fait connaître grâce à son partenariat avec Matt Lucas pour la série de sketchs Little Britain, ainsi que sa précédente, Rock profile.
En novembre 2008, il sort son premier roman pour enfants Le Jour où je me suis déguisée en fille (The Boy In The Dress). Le roman reçoit le Prix Roald Dahl de l'humour (7-14 ans), récompensant les auteurs plaçant l'humour au centre de l'histoire et du plaisir de lire. A contrario, il est décrit par le quotidien Le Figaro comme un « petit morceau de propagande ». Depuis, il sort d'autres livres pour enfants au rythme de un par an. Certains ont été adaptés à la télévision.
Depuis 2009, il fait des spectacles d'humour et des pièces de théâtre à Londres tout en réalisant des projets extérieurs reliés à l'écriture et aux films.
En 2010, il apparait dans le clip Alejandro de la chanteuse Lady Gaga.
En 2012, il devient juge dans l'émission Britain's Got Talent sur ITV1.
Il se consacre à de nombreuses associations caritatives. Il a été membre de l'association National Youth Theatre qui aide les jeunes en difficulté au travers d'activités créatives, où il a rencontré son collègue de Little Britain Matt Lucas. Pour l'association Comic Relief, il relève plusieurs exploits sportifs dans le cadre de l'évènement Sport Relief. En août 2006, après neuf mois d'entrainement avec le champion olympique de pentathlon moderne Greg Whyte, il traverse la Manche à la nage en 10h34, rassemblant près d'un million de livres. En mars 2008, il traverse le détroit de Gibraltar en 4h36 avec le champion olympique d'aviron James Cracknell. En septembre 2011, il descend la Tamise à la nage sur 140 miles (225 km), de Lechlade à Londres, ce qui lui prend huit jours. Son exploit sportif rapporte plus d'un million de livres à l'association.
Il fut le mari du top-model néerlandais Lara Stone de 2010 à 2015, jusqu'à leur divorce. Ensemble, ils ont un fils, Alfred, né le 5 mai 2013.
En 2014, pour son ouvrage jeunesse  Monsieur Kipu (Mr Stink) illustré par Quentin Blake, il est lauréat du Prix Tam-Tam.

## Filmographie

### Cinéma
- 1997 : Clancy's Kitchen de Duncan Roy : Présentateur de la cérémonie de récompenses
- 1997 : Dennis Pennis R.I.P. : Anthony Cream Jnr. / Merlin Boast
- 1999 : Guns 1748 (Plunkett & Macleane) de Jake Scott : Vicomte Bilston
- 2003 : Hello, Friend, court métrage de Graham Linehan : Un ami
- 2004 : Shaun of the Dead d'Edgar Wright : Voix d'un reporter (non crédité)
- 2005 : Tournage dans un jardin anglais (Tristram Shandy: A Cock and Bull Story) de Michael Winterbottom : Parson
- 2005 : Stoned de Stephen Woolley : Comptable
- 2005 : Alan Partridge Presents: The Cream of British Comedy : Mr Thomas (vidéo)
- 2006 : Marie-Antoinette de Sofia Coppola : La coiffeuse (caméo, non créditée)
- 2006 : Little Britain: Live : Divers personnages (vidéo)
- 2007 : Stardust, le mystère de l'étoile de Matthew Vaughn : Sextus
- 2007 : Cours toujours Dennis (Run, Fat Boy, Run) de David Schwimmer : L'homme à la boulangerie
- 2007 : The Bluetones: Blue Movies de Maggie Kelly : Patron de la société
- 2007 : Comic Relief Does Little Britain: Live : Divers personnages (vidéo)
- 2008 : Medieval Pie : Territoires vierges de David Leland : Pousseur de chariot
- 2008 : Le Monde de Narnia : Le Prince Caspian (The Chronicles of Narnia: Prince Caspian) d'Andrew Adamson : Bulgy Bear (voix)
- 2010 : Marmaduke de Tom Dey : Anton Harrison
- 2010 : The Dinner (Dinner for Schmucks) de Jay Roach : Mueller
- 2011 : The Itch of the Golden Nit, court métrage de Sarah Cox : Golden Nit (voix)
- 2012 : De grandes espérances (Great Expectations) de Mike Newell : Oncle Pumblechook
- 2013 : A Very Englishman (The Look of Love) de Michael Winterbottom : Révérend Edwyn Young
- 2013 : Justin and the Knights of Valour de Manuel Sicilia : Melquiades (voix)
- 2014 : Pudsey the Dog: The Movie de Nick Moore : Pudsey (voix)
- 2019 : Murder Mystery de Kyle Newacheck : Tobias Quince
- 2021 : Twist de Martin Owen : Losberne
- 2023 : My Happy Ending de Tal Granit et Sharon Maymon : Joey

### Télévision

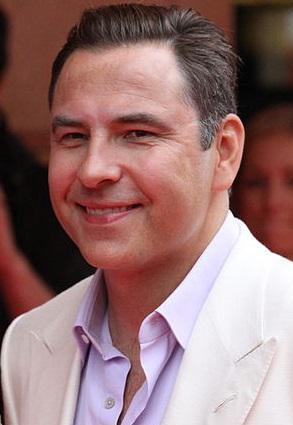
David Walliams

#### Programme court
- 1997 : Seven Sins: Wrath d'Annie Griffin : David Walliams lui-même
- 1999 : The Web of Caves de Mark Mylod : Chef alien
- 1999 : The Pitch of Fear : Sydney Newman
- 1999 : The Kidnappers de Mark Mylod : David
- 2012 : La Sorcière dans les airs (Room on the Broom) de Jan Lachauer et Max Lang : Grenouille (voix)

#### Téléfilm
- 1997 : It's Ulrika! de John Birkin : Divers personnages
- 1998 : You Are Here de John Birkin : Murray Moffatt
- 1999 : Coming Soon d'Annie Griffin : Grame Cunliffe
- 2002 : George Eliot: A Scandalous Life de Mary Downes : John Chapman
- 2002 : Cruise of the Gods de Declan Lowney : Jeff "Lurky" Monks
- 2004 : The All Star Comedy Show de Matt Lipsey : Divers personnages
- 2007 : Capturing Mary de Stephen Poliakoff : Greville White
- 2008 : Frankie Howerd: Rather You Than Me de John Alexander : Frankie Howerd
- 2010 : The One Ronnie de Geoff Posner : Divers personnages
- 2012 : The Greatest Footie Ads Ever de Peter Orton : Lou
- 2012 : Mr. Stink de Declan Lowney : Premier Ministre
- 2013 : Gangsta Granny de Matt Lipsey : Mike

#### Séries télévisées
- 1994 : Incredible Games : Sam the Lift (voix)
- 1994 : Games World : Lesley (2 épisodes)
- 1996 : Mash and Peas (série de sketchs) : Gareth Peas
- 1996 : Asylum : Cockney star de cinéma (épisode 1.05)
- 1996 : Shooting Stars : Soft Alan (épisode 2.13: Xmas Shooting Stars) (non crédité)
- 1998 : Alexei Show : Agent de presse (épisode 1.04)
- 1998 : Barking : Divers personnages
- 1999 : Bang, Bang, It's Reeves and Mortimer : Divers (épisode 1.04)
- 1999 : Sir Bernard's Stately Homes : Anthony Rodgers
- 1999 : Les Allumés : Vulva (épisode 1.03: Art)
- 1999-2009 : Rock Profile : Divers personnages
- 2000 : The Strangerers : Rats (épisode 1.02: Vegetables)
- 2000 : Start-up : Jake Plaskow
- 2000 : Black Books : Client (épisode 1.06: Reviens Manny !)
- 2001 : Fun at the Funeral Parlour : Cobra (épisode 1.06: Dead Aid)
- 2001 : Baddiel's Syndrome : James Bourne (2 épisodes)
- 2001 : High Stakes : Stephen Clay (épisode 1.01: Soulmates)
- 2001 : World of Pub : Dr Seuss (épisode 1.02: Drink)
- 2001 : Mon ami le fantôme (Randall & Hopkirk (deceased)) : Browning (épisode 2.01: Whatever Possessed You?)
- 2002 : Ted and Alice : Shane
- 2002 : Time Gentlemen Please : Marcel (épisode 2.14: Entente Lime Cordial)
- 2002 : The Bill : Ben Fletcher (épisode 18.45: 034)
- 2002-2005 : Look Around You (2 épisodes: 1.08 et 2.05)
- 2003 : Casualty : Jon Fielding (épisode 14.22: Love Hurts)
- 2003 : EastEnders : Ray (2 épisodes: Christmas Day)
- 2003-2006 : Little Britain : Divers personnages
- 2004 : Les Arnaqueurs VIP : Directeur d'un magasin de vêtement (épisode 1.04: ...Échec et mat) (non crédité)
- 2004 : French and Saunders (épisode 6.04)
- 2004 : Miss Marple (Agatha Christie's Marple) : George Bartlett (épisode 1.01: Un cadavre dans la bibliothèque)
- 2004 : Samantha, oups! : Acteur
- 2005 : Meurtres en sommeil (Waking the Dead) : Bell (2 épisodes: 5.01-02: Les tours du silence)
- 2007 : Hôtel Babylon : Adrian Tintagel (épisode 2.02: Caprices de star)
- 2007 : Les Voisins (Neighbours) : Lou Todd (épisode 1.5234: British Bulldog) (non crédité)
- 2008 : Little Britain USA : Divers personnages
- 2010 : Come Fly With Me : Différents personnages
- 2011 : Doctor Who : Gibbis (épisode 6.11: Le Complexe divin)
- 2012 : The Royal Bodyguard : Sir Ambrose Hamilton (épisode 1.04: The Royal Art of Blackmail)
- 2013 : Blandings : Baxter (2 épisodes: 1.01 et 1.04)
- 2013 : Big School : Mr. Church
- 2015 : Partners in Crime : Tommy Beresford

## Jeu vidéo
- 2000 : Deep Fighter : Deav (voix et visage)
- 2006 : Little Britain: The Game : Divers personnages
- 2007 : Little Britain: The Video Game : Divers personnages

## Distinctions

### Récompenses
- British Comedy Awards 2003 : Meilleure nouvelle comédie pour Little Britain
- BAFTA 2004 : Meilleure série comique pour Little Britain
- British Comedy Awards 2004 : Meilleur acteur de télévision dans un rôle comique pour Little Britain
- Royal Television Society Awards 2004 : Meilleure performance dans un rôle comique pour Little Britain
- BAFTA 2005 :
  - Meilleure performance dans un rôle comique pour Little Britain
  - Meilleure série comique pour Little Britain
- Festival de la Rose d'or de Lucerne 2005 : Meilleure performance d'acteur dans un rôle comique pour Little Britain
- National Television Awards 2006 : Special Recognition Award
- TV Quick Awards 2006 : Meilleur programme comique pour Little Britain
- National Television Awards 2012 : Landmark Achievement Award
- Prix Tam-Tam 2014 pour  son ouvrage jeunesse Monsieur Kipu[9] (Mr Stink) illustré par Quentin Blake

### Nominations
- BAFTA 2004 : Meilleure performance dans un rôle comique pour Little Britain
- International Emmy Awards 2004 : Meilleure performance d'acteur pour Little Britain
- British Comedy Awards 2005 : Meilleur acteur de télévision dans un rôle comique pour Little Britain
- BAFTA 2006 : Meilleure série comique pour Little Britain
- BAFTA 2007 : Meilleure série comique pour Little Britain
- BAFTA 2011 : Meilleure série comique pour Come Fly With Me
- British Comedy Awards 2011 : Meilleur programme à sketch pour Come Fly With Me
- BAFTA 2013 : Meilleure série comique pour Mr. Stink